# Bahía de Laizhou
La bahía de Laizhou (en chino tradicional, 莱州湾; pinyin, Láizhōu Wān) es una de las tres bahías que forman el mar de Bohai, el golfo más profundo del mar Amarillo, en el noreste de la República Popular China (las otras dos son la bahía de Liaodong, al norte, y la bahía de Bohai, al este). Es una gran extensión de agua relativamente poco profundas, localizada al oeste de la bahía de Corea. Limita al sur con la provincia de Shandong y al oeste con Tianjin.
En la bahía desagua, a través de un amplio delta, el gran río Amarillo, uno de los ríos más importantes de Asia.
En 2010 debido al frío las capas de hielo en la bahía de Liaodong se extendían hoy hasta unas 70 millas náuticas (130 kilómetros) de la costa. Las pérdidas económicas directas sufridas por la industria pesquera en Weihai se estiman en 420 millones de yuanes (61 millones de dólares).